# Am I Blue?
Am I Blue? ist ein Song, der von Grant Clarke (Text) und Harry Akst (Musik) geschrieben und 1929 veröffentlicht wurde.

## Der Titel
Das in F-Dur geschriebene Lied hat die Form AABA und ist trotz des Titels kein Bluessong;  die einzige Verbindung zum Blues ist die freizügige Verwendung von Blue Notes in den abschließenden Kadenzen jeder A-Sektion. Die ansteigenden melodischen Linien erinnern an Richard Rodgers’ Song The Blue Room (1926). Ethel Waters und das Harmony Four Quartet stellten den Song erstmals 1929 in den Filmmusical On with the Show vor.

## Erste Aufnahmen und Coverversionen
Bereits 1929 wurde der Song von Ethel Waters selbst, begleitet von Tommy und Jimmy Dorsey, Mannie Klein, Frank Signorelli und Joe Tarto (Columbia 1837-D) aufgenommen, außerdem von den California Ramblers, Seger Ellis, Irving Mills, Billy Moore, Libby Holman, Ben Selvin, Jimmie Noone, Lud Gluskin, Bert Ambrose aufgenommen. In den 1930er- und 40er-Jahren folgten Coverversionen u. a. von Benny Goodman, Bunny Berigan, Ziggy Elman, Teddy Powell, Billie Holiday, Mildred Bailey, Jo Stafford, Mel Tormé, Hoagy Carmichael und Woody Herman. Der Diskograf Tom Lord listet 370 (Stand 2015) Coverversionen des Songs. Hervorzuheben sind auch die Gesangsversionen von Annette Hanshaw/Nat Shilkret, Smith Ballew/Ben Selvin, Jimmy Davis/Tom Gerun und Ray Charles. Am I BLue? fand auch in verschiedenen Musikfilmen Verwendung, so in So Long Letty (1930), The Hard way (1942), Is  Everybody Happy? (1943, mit Ted Lewis und Larry Parks). Andy Williams und Hoagy Carmichael singen ihn in Lauren Bacalls Debütfilm Haben und Nichthaben (1944). Barbra Streisand sang ihn in Funny Lady (1975), Ethel Waters in Cotton Club (1984). Ferner wurde der Song für Liste der besten amerikanischen Filmsongs des American Film Institute nominiert.